# 24646 Stober
24646 Stober este un asteroid din centura principală de asteroizi.

## Descriere
24646 Stober este un asteroid din centura principală de asteroizi. A fost descoperit pe 14 august 1985 la Stația Anderson Mesa de Edward L. G. Bowell. Asteroidul prezintă o orbită caracterizată de o semiaxă mare de 2,56 ua, o excentricitate de 0,18 și o înclinație de 7,7° în raport cu ecliptica.